# Parafia św. Elżbiety we Wrocławiu (ul. Grabiszyńska)
Parafia Świętej Elżbiety we Wrocławiu (ul. Grabiszyńska) znajduje się w dekanacie Wrocław-Śródmieście w archidiecezji wrocławskiej. Jej proboszczem jest ks. Janusz Jastrzębski. Obsługiwana przez księży archidiecezjalnych. Mieści się przy ulicy Grabiszyńskiej, a kościołem parafialnym jest świątynia pw. św. Elżbiety.
Erygowana w 1899. Podczas oblężenia Wrocławia, w połowie marca 1945 wojsko niemieckie spaliło i wysadziło plebanię, a także wieżę kościoła parafialnego w ramach przygotowywania w tym rejonie pozycji obronnych. W efekcie upadku wieży doszło do zniszczeń w obrębie samego kościoła. Żołnierze zniszczyli też wówczas znaczną część wyposażenia kościoła i plebanii. Pracę parafii i nabożeństwa wznowiono na początku czerwca. Od 1946 liturgię sprawowano tu również po polsku. Niemieckie nabożeństwa ustały wraz z emigracją do Niemiec w sierpniu 1947 dotychczasowego proboszcza G. Bartscha. Od lutego 1946 do końca sierpnia 1947 parafię podporządkowano jezuitom, którzy zajmowali się tu potrzebami religijnymi polskich parafian. Później posługę pełnił ksiądz diecezjalny, a od stycznia 1948 do 1951 franciszkanie. Od lipca 1951 jest kierowana przez księży diecezjalnych.
Od 1960 przy parafii pracują siostry felicjanki, m.in. prowadząc katechezy, zajmując się administracją i pracami gospodarczo-porządkowymi.
W 1972 w parafii powołano duszpasterstwo akademickie, a w 1977 bibliotekę parafialną, która w 2006 r. posiadała ok. 18 tys. książek i prawie 3500 czytelników. W parafii od początku lat 80.: działały chóry i zespoły muzyczne, często kilka jednocześnie, wypożyczalnia i klub filmów (później też innych nośników) video oraz organizowano liczne wystawy malarstwa, grafiki, fotografii, w 1996 otworzono galerię sztuki współczesnej. Prowadzono też regularne wykłady popularyzujące różne dziedziny wiedzy teologicznej i związanej z nauką Kościoła, a także historycznej.
W połowie 1984 rozpoczęto budowę domu parafialnego, oddając go do użytku w listopadzie 1988 r. W 1985 kupiono w Jugowicach dom, który wyremontowano i przebudowano celem urządzenia tam bazy wypoczynkowo-rekolekcyjnej dla młodzieży z parafii. W 1990 parafia otrzymała w użytkowanie, a w 1992 na własność, budynek z parkiem w Jelczu-Laskowicach, przeznaczając go na dom seniorów.

## Zasięg parafii
Do parafii należą wierni z Wrocławia mieszkający przy ulicach: Altanowej, Brązowej, Cynowej, Grabiszyńskiej (nr 9–131, 2–170), Grochowej (nr 24–34, 25–31), Jemiołowej (nr 12–34, 13–35), Kłośnej, Kolejowej (nr 57, 59, 61), Lwowskiej (nr 2–42, 3–43), Lubuskiej (54–84, 111–115), Manganowej, Miedzianej, Mosiężnej, Niklowej, Ołowianej, Oporowskiej, Pereca, pl. Pereca, Pochyłej, Prostej (nr 2–14), pl. Srebrny, Stalowej (nr 11–93, 52–92), Spiżowej, Szczęśliwej (nr 1–31, 2–36), Szpitalnej, Tęczowej (nr 27–69, 24–50), Wysokiej, Zdrowej, Zaporoskiej (nr 25–33) i Żelaznej (nr 37–55, 38–78).

## Liczebność parafii
Pod koniec 1907 r. liczyła 11 700 wiernych. Po 1941 liczebność parafian szybko rosła do 18 000 osób, gdyż, tak samo jak w innych rejonach Wrocławia, osiedlali się tu ludzie uciekający z bombardowanych miast zachodnich i centralnych Niemiec. Tuż przed rozpoczęciem oblężenia Wrocławia olbrzymia większość parafian opuściła Wrocław w związku z zarządzoną ewakuacją. Pozostali niemieccy parafianie zostali wysiedleni do schyłku lata 1947. Od kapitulacji miasta przybywali tu natomiast nowi parafianie z Polski. W 1951 było 4000, w 1963 – 10 000, w 1970 – 30 000 wiernych.

## Proboszczowie parafii
- Paul Zimbal (1900–1926)[19]
- Johann Moerkeg (1926–1933)[19]
- Brunon Krause (1933–1943)[19]
- Georg Bartsch(1943–1947)[19]
- Feliks Kokoszka (1947–1948)[19]
- Hieronim Galas (1948–1950)[19]
- Benedykt Porzycki (1950–1951)[19]
- Roman Karapczyński (1951–1977)[19]
- Franciszek Głód (1977–2014[19][20])
- Janusz Jastrzębski (od 2015)[20]